# أحمد الطراونة
أحمد الطراونة (1920 - 8 آب 1998) سياسي ووزير وقاضي أردني من الرعيل الأول الذي شهد تأسيس المملكة الأردنية الهاشمية. تولى العديد من المناصب في مسيرته المهنية، وخدم الدولة الأردنية في أكثر من موقع، وكان له بصمة واضحة في نشأة الدولة الأردنية وتطور الحياة السياسية فيها. وُلد في عام 1920 في قرية «رجم الصخري» (الحسينية) في الكرك، تلقّى تعليمه الابتدائي لدى مشايخ الكتاتيب ثم التحق بمدرسة الكرك ودرس فيها حتى الصف السابع ثم تابع دراسته في مدرسة السلط التجهيزية، ومنها حصل على شهادة الدراسة الإعدادية (المترك) في عام 1939، ثم التحق بالجامعة السورية في دمشق وحصل منها على الإجازة الجامعية في الحقوق عام 1942.

## المناصب
تولى العديد من المناصب الوزارية والتشريعية والقضائية:
- في عام 1943 كان قاضياً تحت التدريب، ثم عُيّن قاضياً في محكمة صلح الطفيلة، ثمّ قاضياً في محكمة عمّان البدائية، وبقي يعمل في القضاء حتى عام 1949.
- مدير لدائرة النافعة (المواصلات) خلال الفترة 13 / 4 / 1949-14 / 10 / 1950.
- عضو في لجنة وضع الدستور (1950).
- عضو في مجلس النواب الثاني عن الكرك (20 / 4 / 1950-3 / 5 / 1951).
- وزير التجارة والزراعة في حكومة سعيد المفتي الثانية (14 / 10 / 1959 -4 / 12 / 1950).
- مدير لدائرة النافعة (المواصلات) للمرة الثانية (1 / 1-1 / 3 / 1951).
- عضو مجلس النواب الثالث (1 / 9 / 1951-22 / 6 / 1954).
- وزير الزراعة خلال الفترة (30 / 4-27 / 9 / 1952).
- وزير للزراعة للمرة الثانية (30 / 9 / 1952 -5 / 5 / 1953).
- وزير المواصلات (4 / 5-21 / 10 / 1954).
- عضو مجلس النواب الرابع وانتُخب رئيساً له (30 / 10 / 1954-26 / 6 / 1956).
- وزير التربية والتعليم (22 / 10 / 1957-14 / 2 / 1958).
- وزير للتربية والتعليم مجدداً (18 / 5-11 / 6 / 1958).
- عضو مجلس النواب الخامس (10 / 7 / 1958-24 / 11 / 1960).
- وزير المالية خلال الفترة (10 / 7-15 / 10 / 1958).
- وزير الدفاع (15 / 10 / 1958-5 / 5 / 1959).
- رئيس الديوان الملكي في 26 / 11 / 1960، واستمر في هذا المنصب حتى 6 / 11 / 1961.
- عضو في مجلس الأعيان السادس (6 / 11 / 1961-22 / 11 / 1962).
- رئيس الديوان الملكي للمرة الثانية في 15 / 9 / 1970، واستمر في هذا المنصب حتى 21 / 8 / 1972.
- نائبا لرئيس الوزراء ووزيراً للداخلية في حكومة أحمد اللوزي الثانية (21 / 8 / 1972-26 / 5 / 1973).
- عضو مجلس الأعيان التاسع (4 / 10 / 1972-21 / 8 / 1973)،
- عضو مجلس الأعيان العاشر (21 / 8 / 1973-23 / 11 / 1974)،
- عضو مجلس الأعيان الحادي عشر (1 / 2 / 1974-20 / 1 / 1979).
- عضو في المجلس الاستشاري الوطني الأول (20 / 4 / 1978-20 / 4 / 1980).
- رئيس المجلس الوطني الاستشاري الثاني (20 / 4 / 1980-20 / 4 / 1982).
- رئيس مجلس الأعيان الثالث عشر (20 / 1 / 1983-11 / 1 / 1984).
- عضو في مجلس الأعيان الرابع عشر (11 / 1 / 1984-12 / 1 / 1988)،
- عضو مجلس الأعيان الخامس عشر (12 / 1 / 1988-23 / 1 / 1989).

## التكريم
حصل على العديد من الأوسمة الأردنية والعربية والأجنبية منها:
- وسام الاستقلال الأردني من الدرجة الأولى.
- وسام الكوكب الأردني من الدرجة الأولى.
- وسام النهضة الأردني من الدرجة الأولى.
- الوسام العلوي المغربي من الدرجة الأولى.
- وسام الكوكب الأولى من الصين الشعبية.[1]

## وفاته
توفي يوم 8 آب 1998، ودُفن في المقابر الملكية بعمّان.